# Stefan Jędrychowski

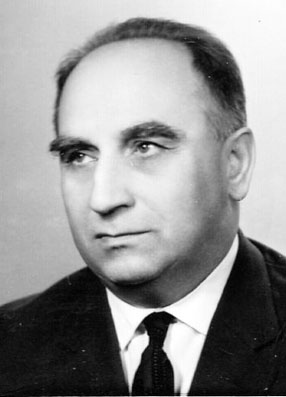
Stefan Jędrychowski

Stefan Jędrychowski (Warschau, 19 mei 1910 - 26 mei 1996) was een Pools politicus die verschillende ministerposten bezette onder het communistisch bewind.
Jędrychowski was sinds 1936 lid van de Poolse Communistische Partij. Als hoofd van de plancommissie was hij de belangrijkste staatseconoom van Polen. Bij de zuiveringen van 1968 moest minister van Buitenlandse Zaken Adam Rapacki het veld ruimen en hij werd vervangen als minister door Jędrychowski. In 1971 werd hij minister van Financiën en bleef dit tot 1974.
- Gemeinsame Normdatei: 170708950
- International Standard Name Identifier: 0000 0001 1492 9644
- Library of Congress Control Number: n85071813
- Nationale Bibliotheek van Tsjechië: js2014847850
- Nationale Bibliotheek van Israël: 987007435295905171
- Nationale Bibliotheek van Polen: a0000001276564
- Nederlandse Thesaurus van Auteursnamen: 07055885X
- Système universitaire de documentation: 099593696
- Virtual International Authority File: 66938813
- WorldCat: E39PBJc3J6wyCXDvWPR6CVdG73